# Tipota
Tipota è un cortometraggio del 1999 scritto e diretto da Fabrizio Bentivoglio. A metà tra realtà e sogno è il breve racconto di un incontro all'interno di un bosco tra due gruppi di persone, differenti per provenienza e cultura.
Il cortometraggio è stato presentato in anteprima nella sezione Eventi Speciali della 56a Mostra del Cinema di Venezia.

## Trama
Una famiglia nomade o clandestina che proviene da lontano è all'interno di un bosco e sta cercando affannosamente un riparo perché tra i suoi componenti c'è una puerpera in procinto di partorire. Riesce finalmente a trovare un rifugio all'interno di una stalla abbandonata senza l'unico bagaglio prezioso in suo possesso, perso durante il cammino.
In quello stesso luogo giunge una troupe cinematografica che porta con sé suoni, rumori, fantasia e trasforma una casa abbandonata nei pressi della stalla in un set cinematografico in cui vengono sistemate le luci, le cineprese, la sala trucco e vengono allestite le scenografie.
Gli stranieri si trasferiscono nella notte in quella dimora e il giorno dopo si mescolano con discrezione alla troupe con cui condividono la gioia della nascita del loro nuovo arrivato, il nuovo membro della loro famiglia. Il set diventa temporaneamente il loro riparo dove trovano cibo, un letto e anche calore umano.
Tutto all'improvviso poi sparisce e sono costretti a riprendere il loro girovagare allontanandosi dal bosco su un'imbarcazione improvvisata,  per salire il corso d'acqua che lo attraversa.

## Riconoscimenti
- 2000 - David di Donatello
  - Candidato al premio per il migliore cortometraggio
- 2000 - Nastro d'argento
  - Migliore produttore di cortometraggi a Fabrizio Bentivoglio e Dario De Luca
- 1999 - Premio FEDIC
  - Menzione speciale
- 1999 - São Paulo International Film Festival
  - Premio del pubblico al miglior cortometraggio